# Ziemia chełmska

Sztandar ziemi chełmskiej z okresu bitwy pod Grunwaldem

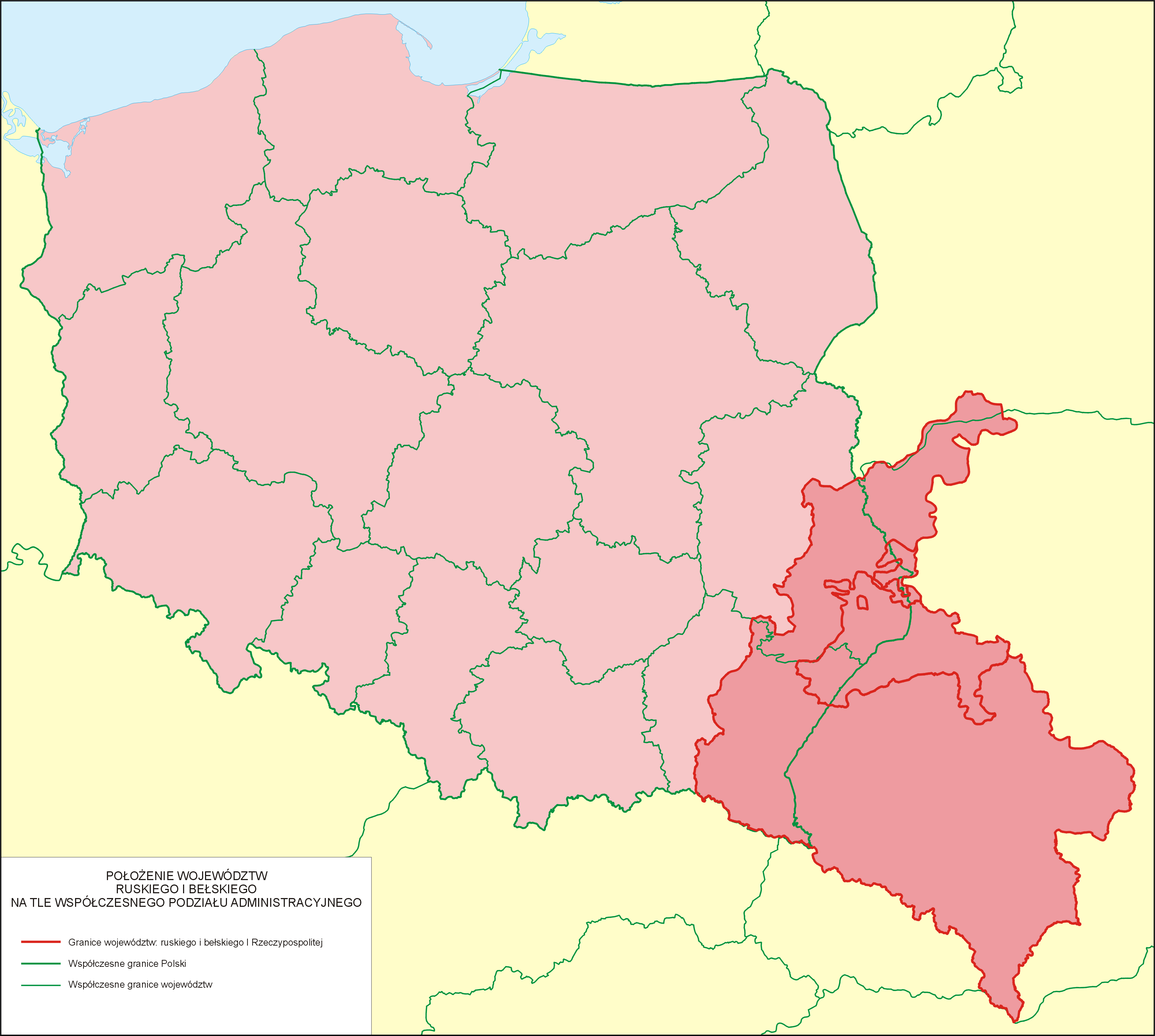
Województwa ruskie i bełskie na tle współczesnego podziału administracyjnego Polski. Widoczne enklawy ziemi chełmskiej: hrubieszowsko-kryłowska i wokół wsi Dub

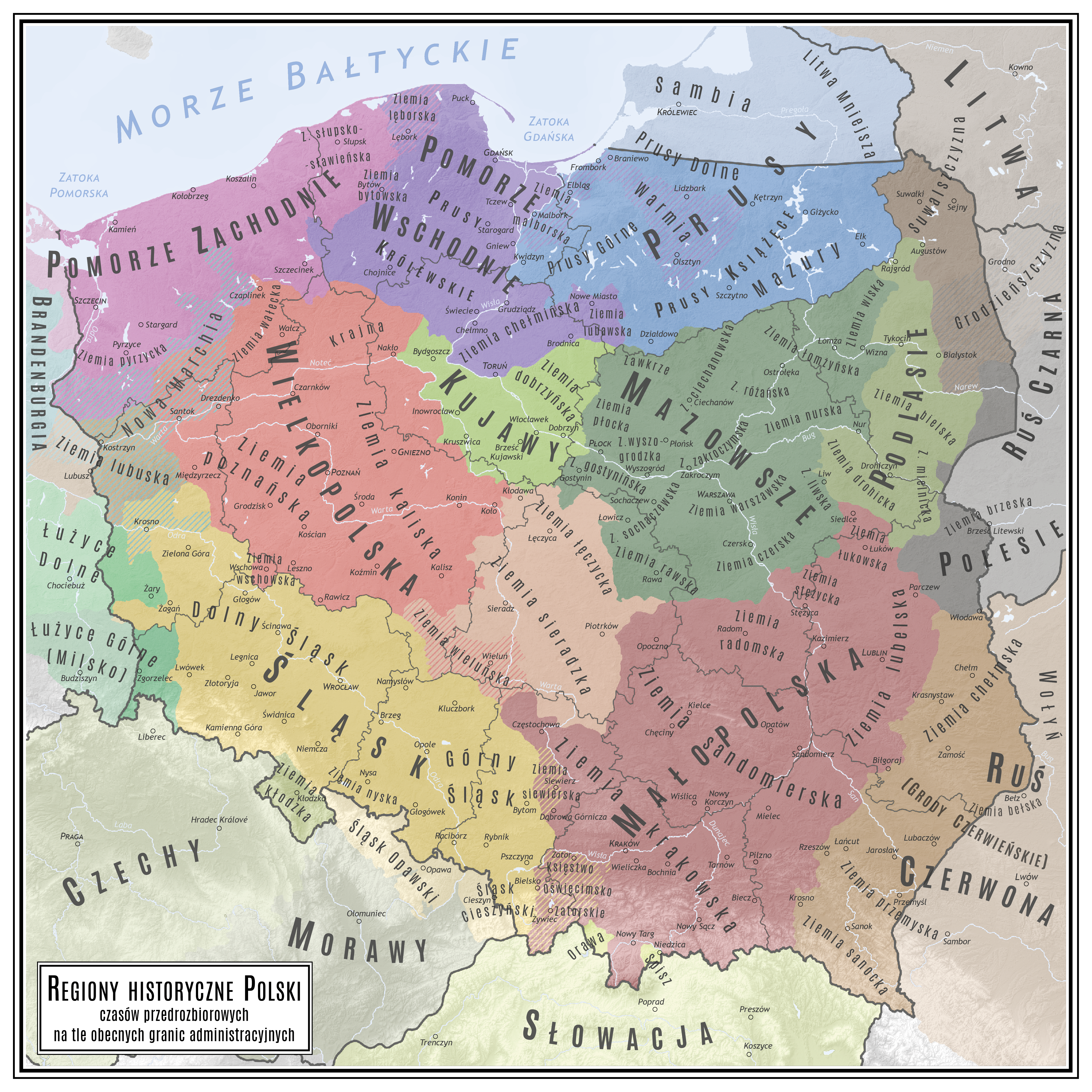
Ziemia chełmska i inne krainy historyczne Polski na tle współczesnych granic administracyjnych

Ziemia chełmska – w okresie I Rzeczypospolitej jednostka administracyjna Królestwa Polskiego, wchodząca w skład województwa ruskiego. Ziemia chełmska posiadała status szczególny, zbliżony do województwa, dlatego w niektórych źródłach (w tym kartograficznych) określana jest jako palatinatus chelmensis („województwo chełmskie”). Przejawem autonomii ziemi chełmskiej była pozycja sejmiku chełmskiego, który obradował w terminach sejmików wojewódzkich i delegował posłów ziemskich bezpośrednio na sejm walny bez konsultacji z sejmikiem generalnym województwa ruskiego. Odrębość ziemi podkreślała własna organizacja kościelna w postaci prawosławnej (a następnie unickiej) i katolickiej diecezji chełmskiej.

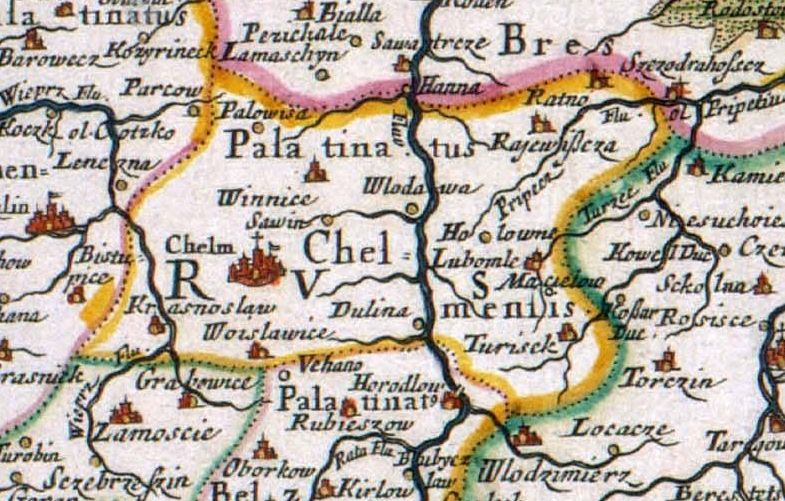
Ziemia chełmska (Palatinatus chelmensis) na mapie „Nova tabula Regni Poloniae” (przed 1680 r.)

## Historia i terytorium ziemi chełmskiej

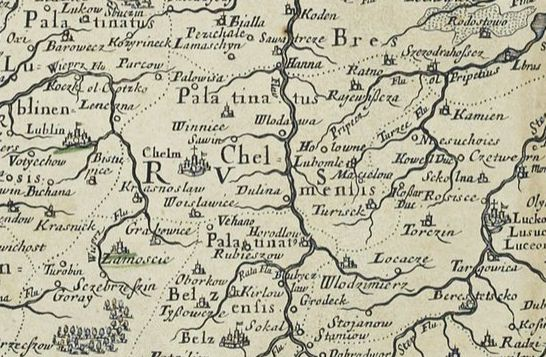
Ziemia chełmska (Palatinatus chelmensis) na mapie Tabula nova totius Regni Poloniae, Amsterdam 1690

W dawnej Polsce ziemia była terytorialną jednostką administracyjną powstałą z księstwa, w którym w dobie rozbicia dzielnicowego nie wykształcił się urząd wojewody, a które włączone do Królestwa Polskiego utraciło odrębność polityczną, ale zachowało własną organizację urzędniczą. W XIV i XV wieku większość ziem przekształciła się w województwa, niektóre jednak utrzymały dawną nazwę i własny sejmik. Jedną z nich była ziemia chełmska.

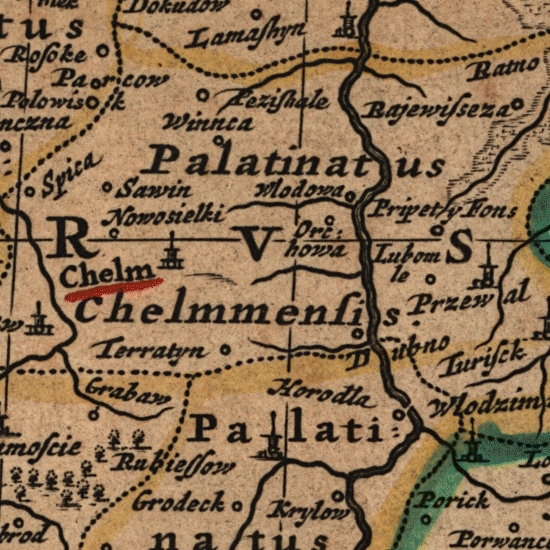
Ziemia chełmska na mapie Fredericka De Witta „Regni Poloniae et Ducatus Lithuaniae, Voliniae, Podoliae, Ucraniae, Prussiae, Livoniae et Curlandiae descriptio”, ok. 1690

Obszar późniejszej ziemi chełmskiej od X w. był przedmiotem rywalizacji polskiej (Piastów) i ruskiej (Rurykowiczów). Za właściwego twórcę Chełma i odrębności politycznej ziemi chełmskiej uważa się ks. Daniela Romanowicza, który ok. 1240 r. uczynił z Chełma siedzibę biskupstwa prawosławnego i na kilkadziesiąt lat główny ośrodek księstwa halicko-włodzimierskiego. Osłabienie książąt ruskich w wyniku najazdów tatarskich spowodowało, że tereny ziemi chełmskiej stały się przedmiotem zainteresowania książąt litewskich. W 1340 r. tereny ziemi chełmskiej wraz z pozostałymi ziemiami dawnej Rusi włodzimiersko-halickiej (Ruś Czerwona) zostały zajęte przez Kazimierza Wielkiego. Jednocześnie rozpoczął się kilkudziesięcioletni okres sporów i walk między Kazimierzem i książętami litewskimi o ziemię chełmską i Wołyń. Mocą ugody z Olgierdem, Kazimierz Wielki, odzyskawszy ziemię chełmską, oddał ją w dzierżawę Jerzemu Narymuntowiczowi, księciu bełskiemu, zostawiając załogę polską w grodzie chełmskim. Nielojalna postawa Jerzego, występującego przeciw Polsce, spowodowała, że król Ludwik Węgierski, następca Kazimierza, zarządziwszy w roku 1377 wielką wyprawę, zajął Chełm i ziemię chełmską, podporządkowując je Koronie Królestwa Polskiego.

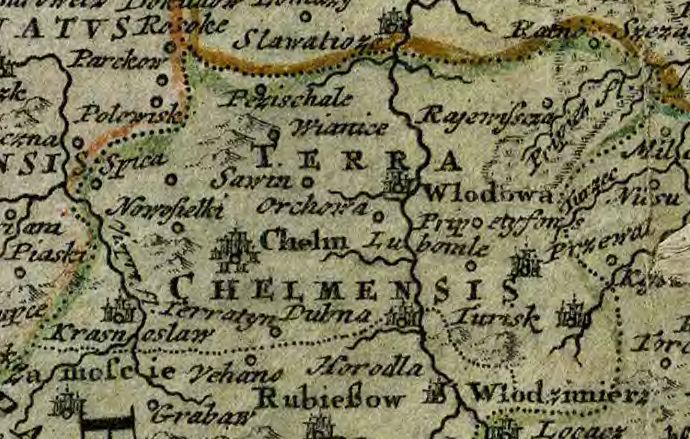
Ziemia chełmska na mapie Rzeczypospolitej z 1739 r.

Wchodząc w skład Korony, ziemia chełmska początkowo stanowiła integralną całość z ziemią bełską. W 1387 król Władysław Jagiełło oddał ziemię bełską w lenno ks. mazowieckiemu Siemowitowi IV, a ziemię chełmską włączył bezpośrednio do Korony. W dawniejszej literaturze dominował pogląd, że ziemia chełmska należała do województwa ruskiego od momentu jego utworzenia w 1434 r. Według nowszych opracowań w XV w. ziemia chełmska nie wchodziła w skład tego województwa, tylko była całkowicie samodzielną jednostką administracyjną z własnym sejmikiem. Do województwa ruskiego ziemia chełmska została włączona prawdopodobnie dopiero na początku XVI w. w niezbyt jasnych okolicznościach.

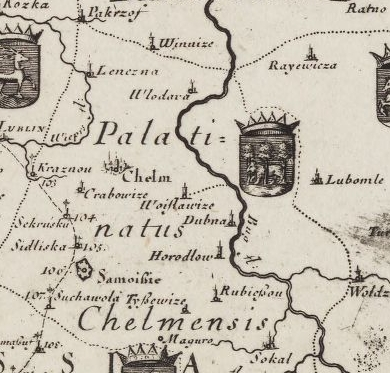
Ziemia chełmska (Palatinatus chelmensis) i jej herb na mapie E. I. Dahlberga z 1696 r.

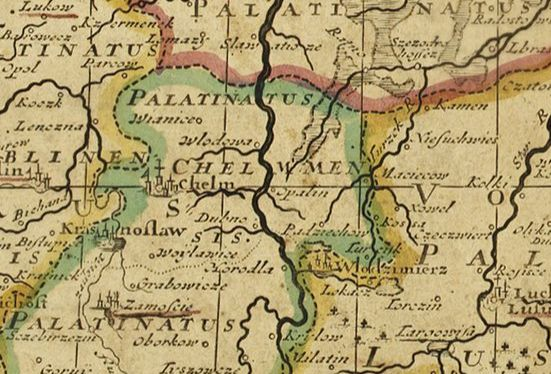
Ziemia chełmska (Palatinatus chelmensis) na mapie Rzeczypospolitej z 1700 r.

W momencie włączenia do Korony, terytorium ziemi chełmskiej obejmowało właściwy powiat chełmski oraz powiat krasnostawski. Około 1392 r. Władysław Jagiełło przyłączył do niej Hrubieszów wraz z okolicznymi miejscowościami (starostwo hrubieszowskie), odłączając je od ziemi bełskiej. W latach 30. XV w. do ziemi chełmskiej włączone zostały rozległe tereny na prawym brzegu Bugu – powiaty ratneński i lubomelski, włączone później do powiatu chełmskiego. Na pocz. XVI w. do ziemi chełmskiej włączona została tzw. włość kryłowska, oderwana od województwa bełskiego. Tak ukształtowany obszar ziemi chełmskiej pozostał zasadniczo niezmieniony do pierwszego rozbioru Rzeczypospolitej w 1772 r. i zajmował blisko 10 tys. km².

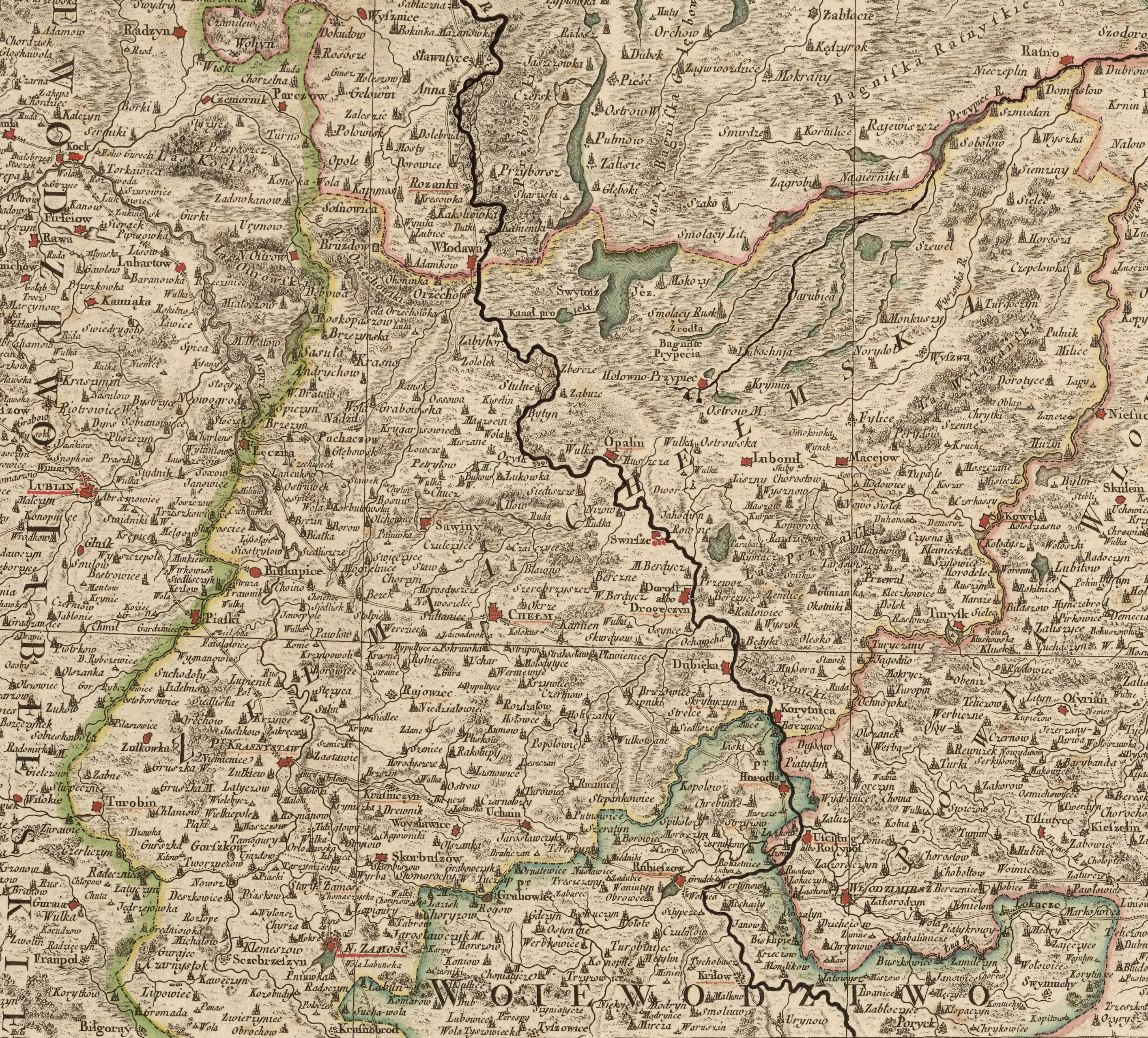
Ziemia chełmska w granicach przedrozbiorowych – Carte de la Pologne divisée par provinces et palatinats et subdivisée par districts construite par J.A.B. Rizzi Zannoni, Paryż 1772

Przebieg granic ziemi chełmskiej był dość skomplikowany i budzi dotychczas kontrowersje, zwłaszcza jeśli chodzi o granicę południową, z województwem bełskim i ziemią przemyską województwa ruskiego. Według Zygmunta Glogera ziemia chełmska stanowiła eksklawę województwa ruskiego, będąc zupełnie od niego odciętą przez województwo bełskie. W nowszej literaturze pogląd ten jest kwestionowany – dopuszcza się bezpośrednią styczność (na niewielkim odcinku) ziemi chełmskiej i przemyskiej, ewentualnie brak wyraźnej granicy między tymi ziemiami na terenie Puszczy Solskiej. Od zachodu ziemia chełmska graniczyła z województwem lubelskim, od północy z województwem brzeskolitewskim, od wschodu z województwem wołyńskim, od południa z województwem bełskim i, być może, z ziemią przemyską.

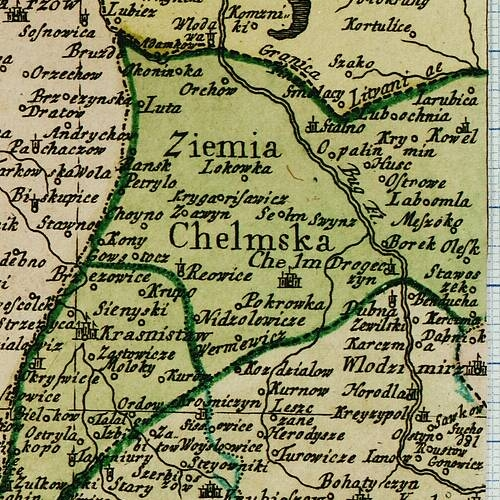
Ziemia Chełmska na mapie Królestwa Polskiego i Wielkiego Księstwa Litewskiego Nova mappa geographica Regni Poloniae, Magni Ducatus Lituaniae Regni... z 1788 r.

Dokładny przebieg granic według J. Ternesa wyglądał następująco:

- na zachodzie, poczynając od Puszczy Solskiej na południowy wschód od Biłgoraja, granica biegła w kierunku północno-zachodnim do Turobina, za którym skręcała na północny wschód, przecinając Wieprz około 25 km. poniżej (na północ od) Krasnegostawu. Stamtąd biegła na północ, dochodząc w rejonie Sosnowicy do granicy województwa brzeskolitewskiego. Była to jednocześnie granica Korony i Litwy, a jej fragment stanowiła rzeka Włodawka,

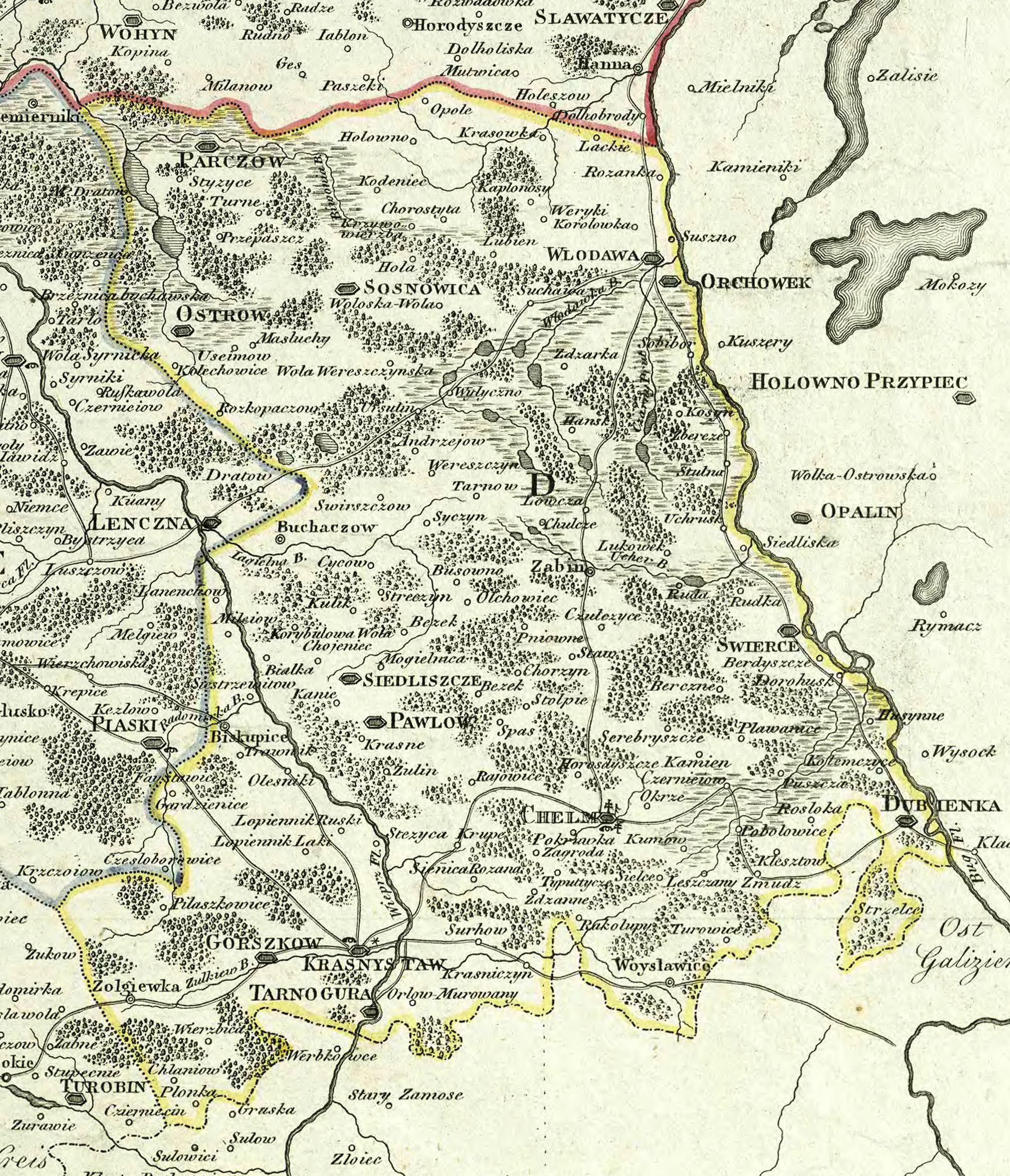
Okrojona ziemia chełmska po III rozbiorze Polski – cyrkuł chełmski pod panowaniem austriackim, Galicja Zachodnia, 1803 r.

- na północy, poczynając od Sosnowicy, granica biegła bagiennymi terenami w stronę Włodawy, przecinała Bug w pobliżu Orchówka, po czym zataczała łuk, pozostawiając w ziemi chełmskiej Pojezierze Szackie. Dalej szła w kierunku północno-wschodnim. Na wysokości wsi Powiecie skręcała na południe,
- na wschodzie, po przekroczeniu Prypeci dochodziła do województwa wołyńskiego. Od tego miejsca granica chełmsko-wołyńska biegła na południowy zachód, pozostawiając po stronie chełmskiej Wielką i Małą Hłuszę oraz miasteczko Michnowice (Michnówkę). Od Michnowic do wsi Datyń granica biegła częściowo rzeką Turją. Za Datyniem skręcała na zachód, zostawiając po stronie chełmskiej wieś Synów. Dalej zataczała łuk na południe, obejmując miasteczka Maciejów i Przewały, poniżej których stykała się z granicą województwa bełskiego,
- na południu granica z województwem bełskim była najbardziej skomplikowana. Biegła szerokim łukiem wokół powiatu horodelskiego, zostawiając po stronie chełmskiej Hrubieszów i Kryłów. Za Kryłowem skręcała na północny zachód w kierunku Grabowca. Dalej biegła krętą linią na północ od Grabowca aż do Starego Zamościa, który pozostawał w województwie bełskim, a następnie skręcała na południowy wschód w kierunku Łabuń. Stamtąd kierowała się na południe, dochodząc poniżej Krasnobrodu do Puszczy Solskiej.
Enklawą ziemi chełmskiej, położoną na terenie województwa bełskiego, były tereny wokół wsi Dub, Niewirków, Śniatycze i Wola Śniatycka. Bug przecinał ziemię chełmską na dwie nierówne części, a Wieprz brał początek na południowym jej krańcu przy granicy województwa bełskiego. W mniejszej części, zabużańskiej, miała swoje źródła rzeka Prypeć i znajdowało się kilka sporych jezior – Tur, Pulmo, Świtaskie (czyli Świtiach), Łuna, Biała.
Pierwszy rozbiór Polski spowodował oderwanie od ziemi chełmskiej jej południowych terenów wraz z Zamościem. Ziemia chełmska stała się wówczas całkowicie samodzielną jednostką administracyjną, niezależną od województwa ruskiego, które niemal w całości zostało zagarnięte przez Austrię. Po drugim rozbiorze Polski w 1793 r. została przeprowadzona reforma administracyjna państwa, w wyniku której okrojona ziemia chełmska została podniesiona do rangi województwa z podziałem na ziemię chełmską, łukowską i parczewską. Obejmowało ono międzyrzecze Bugu i Wieprza (bez Krasnegostawu), ziemię łukowską, okolice Parczewa i zabużańskie tereny ziemi chełmskiej. W wyniku trzeciego rozbioru Polski (1795) wschodnia, zabużańska część ziemi chełmskiej znalazła się w zaborze rosyjskim, a zachodnia austriackim.
Rozbiory Polski oznaczały kres istnienia ziemi chełmskiej jako jednostki administracyjnej o ściśle określonych granicach oraz zerwanie trwających ponad trzysta lat związków z zabużańską częścią ziemi. Od tego momentu termin ziemia chełmska (Chełmszczyzna) oznacza tereny i jednostki administracyjne tylko częściowo pokrywające się z obszarem ziemi chełmskiej w jej historycznych granicach i ciążące ku Chełmowi jako ośrodkowi kościelnemu, administracyjnemu, politycznemu i gospodarczemu.
Po trzecim rozbiorze zachodnia część ziemi chełmskiej znalazła się pod panowaniem austriackim jako część prowincji Galicja Zachodnia. Chełm stał się stolicą cyrkułu (okręgu), który w 1803 r. został włączony do cyrkułu bialskiego. W 1809 r. Chełm stał się ponownie stolicą powiatu w składzie departamentu lubelskiego Księstwa Warszawskiego. Po utworzeniu Królestwa Polskiego pod panowaniem Imperium Rosyjskiego w 1815 r. departament lubelski został przemianowany na województwo z podziałem na obwody. Region chełmski znalazł się w obwodzie krasnostawskim. W 1837 r. władze carskie przemianowały województwa na gubernie z podziałem na powiaty i okręgi. Od tego momentu tereny ziemi chełmskiej znalazły się w powiecie krasnostawskim podzielonym na okręgi chełmski i krasnostawski. W 1867 wprowadzono podział guberni na mniejsze jednostki administracyjne, reaktywując powiat chełmski i tworząc nowy powiat włodawski. Jednocześnie rozpoczęła się intensywna rusyfikacja dawnej ziemi chełmskiej. W tym celu w 1875 zlikwidowano unicką diecezję chełmską, wcielając ją do struktur Rosyjskiego Kościoła Prawosławnego.
W 1912 r. w celu usprawnienia i intensyfikacji akcji rusyfikacyjnej z części terenów guberni siedleckiej i lubelskiej utworzona została gubernia chełmska o pow. ok. 16000 km² i podzielona na powiaty: bialski, biłgorajski, chełmski, hrubieszowski, konstantynowski, tomaszowski, włodawski i zamojski. W 1915 r. gubernia została formalnie wcielona do Rosji, ale pierwsza wojna światowa przeszkodziła w realizacji tych planów. W okresie międzywojennym (1918–1939) Chełm stał się stolicą powiatu w składzie województwa lubelskiego. W okresie okupacji niemieckiej (1939–1944) tereny ziemi chełmskiej wchodziły w skład Generalnego Gubernatorstwa. Po drugiej wojnie światowej Chełm stał się ponownie siedzibą powiatu w składzie województwa lubelskiego, a w l. 1975–1998 stolicą województwa chełmskiego. Od 1998 Chełm (jako miasto na prawach powiatu) jest ponownie stolicą powiatu w składzie województwa lubelskiego.
Obecnie tereny historycznej ziemi chełmskiej (w granicach z 1772 r.) znajdują się na terytorium trzech państw: Polski, Białorusi i Ukrainy. Na obszarze Polski mniejsze lub większe skrawki ziemi chełmskiej znajdują się na terytorium powiatów: chełmskiego, włodawskiego, krasnostawskiego, hrubieszowskiego i zamojskiego.

## Administracja państwowa i kościelna
W XV w. ziemia chełmska dzieliła się na powiaty: chełmski, krasnostawski, hrubieszowski, lubomelski i ratneński. Około 1465 zniesiono powiat ziemski hrubieszowski, wcielając go do powiatu chełmskiego. W 1469 r. do powiatu chełmskiego włączono powiat lubomelski, a na pocz. XVI w. powiat ratneński. Zlikwidowane powiaty przekształcono w starostwa niegrodowe. Od tego momentu aż do rozbiorów ziemia chełmska dzieliła się na dwa powiaty, w których mieściły się starostwa grodowe: chełmski, o powierzchni ok. 7945 km², i krasnostawski, o powierzchni ok. 1994 km². W południowo-zachodniej części powiatu krasnostawskiego znajdował się ponadto prywatny powiat szczebrzeski, stanowiący pewną osobliwość prawno-administracyjną w ówczesnej Rzeczypospolitej. Południową część ziemi chełmskiej (powiatu krasnostawskiego) zajmowała ordynacja zamojska, której znaczna część przeciągała się na zachód, do powiatu urzędowskiego w województwie lubelskim.
Od XV w. do 1736 r. ziemia chełmska posiadała własną hierarchię urzędniczą, wspólną dla obu powiatów, którą tworzyli: kasztelan chełmski, chorąży, cześnik, łowczy, miecznik, podczaszy, podkomorzy, podstoli, stolnik, wojski, sędzia, podsędek i pisarz. W latach 30. przybył urząd skarbnika. Ziemia chełmska miała też podwojewodziego (vicepalatinus), który z ramienia wojewody kontrolował miary, wagi i ceny oraz rozstrzygał spory między chrześcijanami a Żydami. W 1736 ustanowiono osobną hierarchię urzędniczą dla powiatu krasnostawskiego.
Ziemia chełmska rządziła się oddzielnie od województwa ruskiego, sejmikowała w Chełmie, wybierając dwóch posłów na sejm walny i jednego deputata do Trybunału Koronnego. Do senatu z urzędu wchodzili kasztelan (senator mniejszy) i łaciński biskup (senator większy) chełmscy.
Stolica ziemi Chełm od ok. 1240 r. był jednocześnie stolicą prawosławnej eparchii, a od 1375 r. – diecezji łacińskiej. W 1596 r. prawosławna diecezja chełmska przystąpiła do unii z Kościołem rzymskokatolickim. Obszar diecezji obu obrządków był mniej więcej taki sam i oprócz ziemi chełmskiej obejmował tereny województwa bełskiego oraz skrawki ziemi przemyskiej, lwowskiej i województwa wołyńskiego. Od 1490 r. siedzibą łacińskich biskupów chełmskich stał się Krasnystaw.

## Ludność i miasta
Liczba ludności ziemi chełmskiej i jej struktura etniczna, wyznaniowa i społeczna są trudne do ustalenia. Ludność regionu była mieszana etnicznie. Na ziemiach tych żył m.in. żywioł ruski (ukraiński), który dominował zwłaszcza we wschodniej części ziemi. W części zachodniej większy był udział ludności polskiej. Charakterystycznym zjawiskiem była postępująca w XVI, a zwł. w XVII w. polonizacja szlachty ruskiej. Stosunkowo wcześnie na obszarze ziemi chełmskiej zaczęli osiedlać się Wołosi (m.in. Żurawnica, Wola Lipska, Huszczka Wołoska, Olszanka, Żdżanne, Hniszów, Stulno, Łukówek, Bereść, Samarowice), którzy w późniejszym okresie ulegli rutenizacji lub polonizacji. Ziemię chełmską zamieszkiwali też Żydzi, którzy w XVII–XVIII w. zdominowali ludność niektórych miast i miasteczek, a także nieliczni Ormianie.
Do końca XVI w. większość mieszkańców ziemi chełmskiej była wyznania prawosławnego, a od końca XVI w. – unickiego. Mniejsza część ludności, głównie pochodzenia polskiego i szlachty, należała do Kościoła łacińskiego. W 2. poł. XVI w. część rodzin szlacheckich ziemi chełmskiej przeszła na protestantyzm (gł. kalwinizm). W XVII w. część z nich powróciła na łono Kościoła rzymskokatolickiego. 
Liczbę mieszkańców ziemi chełmskiej w 2. poł. XVI w. szacuje się na ok. 67 tys., w 1636 r. na ok. 125 tys. i w 1662 r. ok. 105 tys. Większość mieszkańców należała do stanu plebejskiego (chłopi i mieszczanie). Szacuje się, że w 2. poł. XVII w. szlachta stanowiła ok. 3-4% ogółu ludności.
Z czasem zwiększał się udział ludności polskiej na terenach Chełmszczyzny. W 1915 r. doszło do przymusowej ewakuacji rusińskiej ludności prawosławnej do Rosji tzw. Bieżeństwo. W 1916 r. okupacyjne władze niemieckie i austro-węgierskie po wycofaniu się zaborczych wojsk rosyjskich urządziły spis ludności, Polacy wówczas stanowili wówczas ok. 75% mieszkańców Chełmszczyzny (w powiatach należących do ziemi chełmskiej ludność polska stanowiła następujący procent: powiat chełmski – 68,5%; hrubieszowski – 66,0%; tomaszowski – 72,2%; zamojski – 86,4%; biłgorajski – 83,5%; krasnostawski – 89,4%; zaliczany czasem także włodawski – 64,4%).
W roku 1676 Powiat chełmski posiadał 16 miast i miasteczek oraz 260 wsi, a powiat krasnostawski 7 miast i 167 wsi.

### Miasta ziemi chełmskiej
|  | Powiat chełmski: | Powiat krasnostawski: |

| - Chełm - Hrubieszów - Kryłów - Luboml - Maciejów - Opalin - Orchówek - Pawłów | - Ratno - Rejowiec - Sawin - Siedliszcze - Skierbieszów - Sosnowica - Świerże | - Krasnystaw - Izbica - Szczebrzeszyn - Tarnogóra - Wojsławice - Zamość - Żółkiewka |